# Iglesia de Penha Longa
La iglesia de Penha Longa o iglesia del Monasterio de Penha Longa (siglo XV - siglo XVIII) es una iglesia ubicada en la parroquia de São Pedro de Penaferrim, en el municipio de Sintra, distrito de Lisboa. Está dedicada a Nuestra Señora de la Salud y forma parte de un conjunto arquitectónico más amplio, el convento de Penha Longa y está clasificada como Monumento Nacional (Decreto del 16-06-1910, DG, no. 136, del 23-06- 1910).
La estructura formalmente ecléctica del monasterio de Penha Longa (donde convergen rasgos manuelinos, manieristas y barrocos), en particular de su iglesia, es reveladora de las diversas campañas de obras de las que ha sido objeto a lo largo de cuatro siglos. La sobriedad de la iglesia es marcadamente manierista, aunque en el programa decorativo de su interior predomina el barroco. "La iglesia tiene una estructura planimétrica con una raíz erudita que se desarrolla verticalmente, siendo visible la inspiración en la tratadística italiana". 

La iglesia tiene una planta de cruz latina, con una sola nave precedida por un nártex y un estrecho vestíbulo abovedado de ojivas, sobre el que descansa el coro alto. Las capillas laterales, coronadas por ventanas de arco y marco circular, se abren al espacio de la nave. La cubierta espacial de la nave está compuesta por un esquema simétrico que combina dos bóvedas de cañón, dos bóvedas de luneta y una bóveda de aristas. La torre del crucero está cubierta por una cúpula. En el espacio de la capilla principal destaca el retablo del siglo XVIII, en madera dorada y policromada (estilo Joanino)

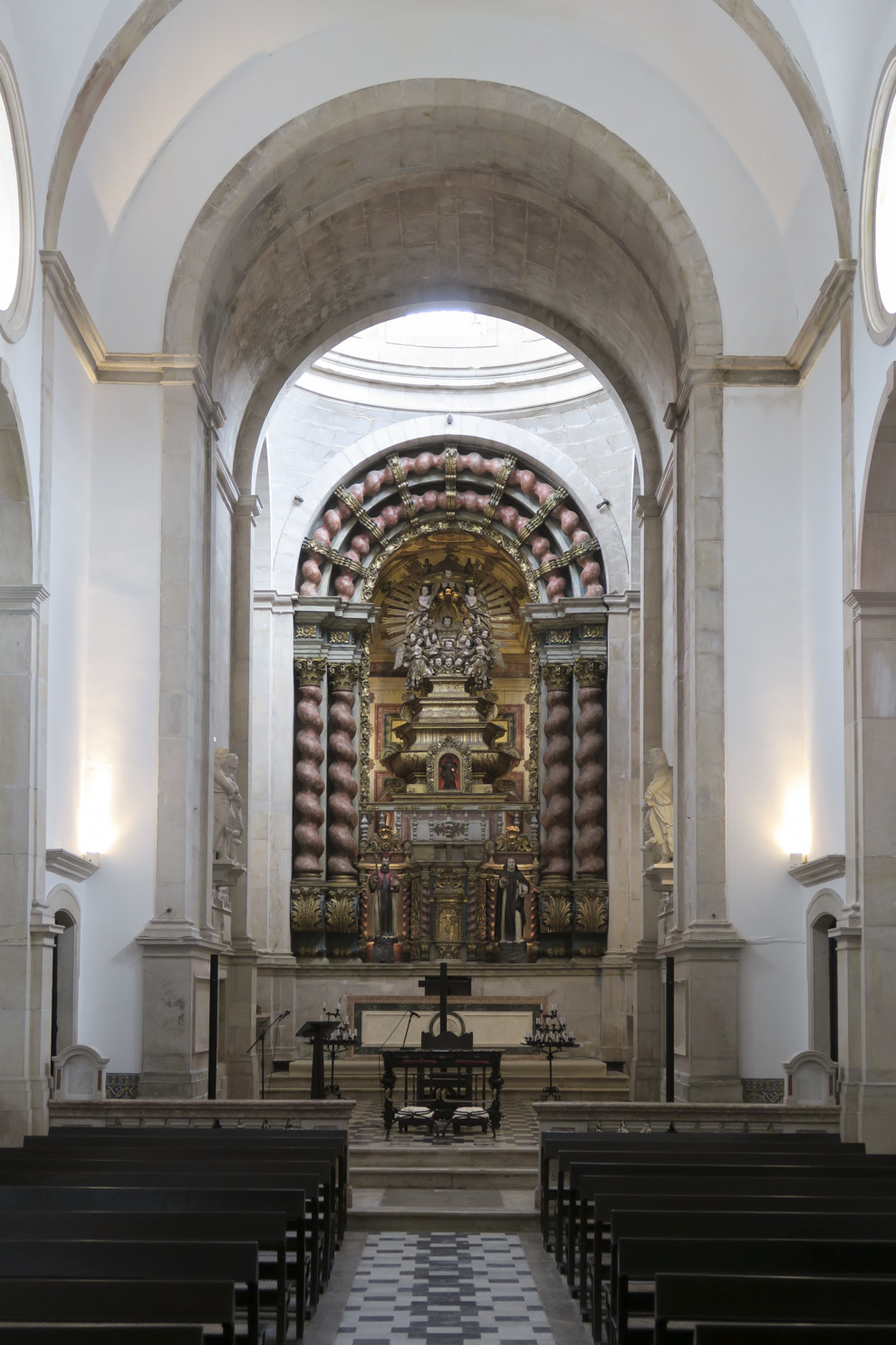
Interior de la iglesia
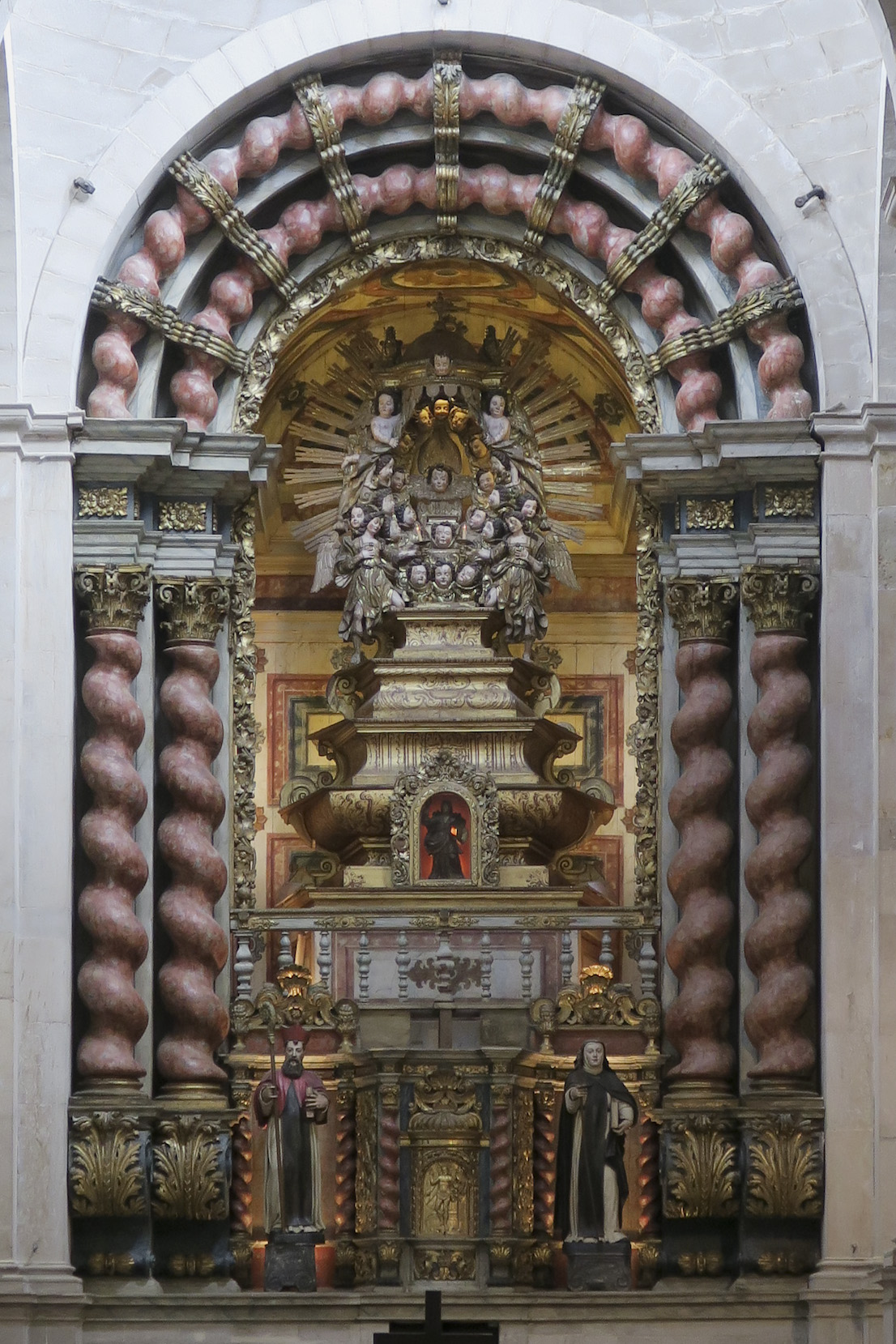
Retablo (siglo XVIII)
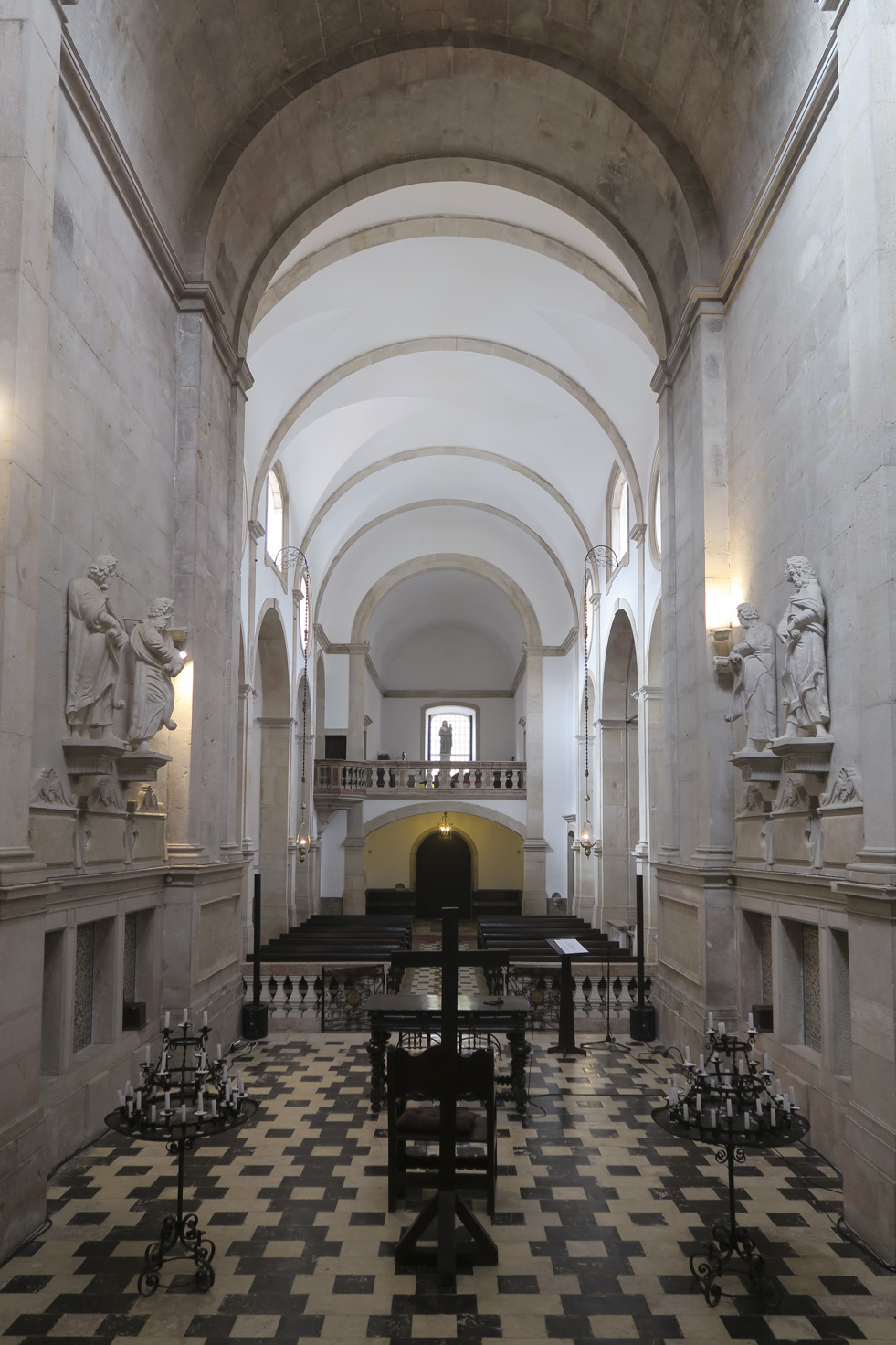
Vista interior desde el altar
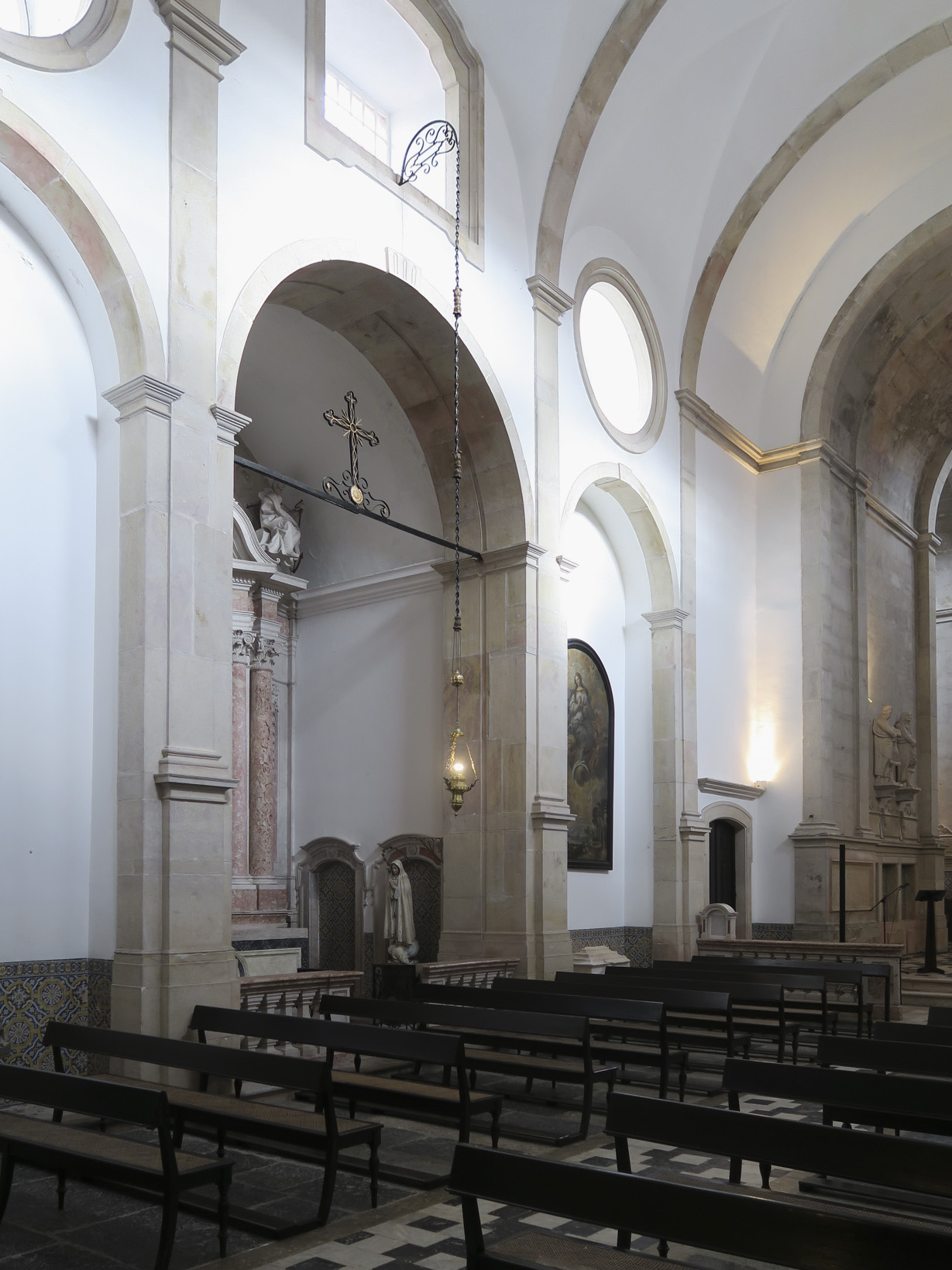
Interior de la iglesia; capilla lateral
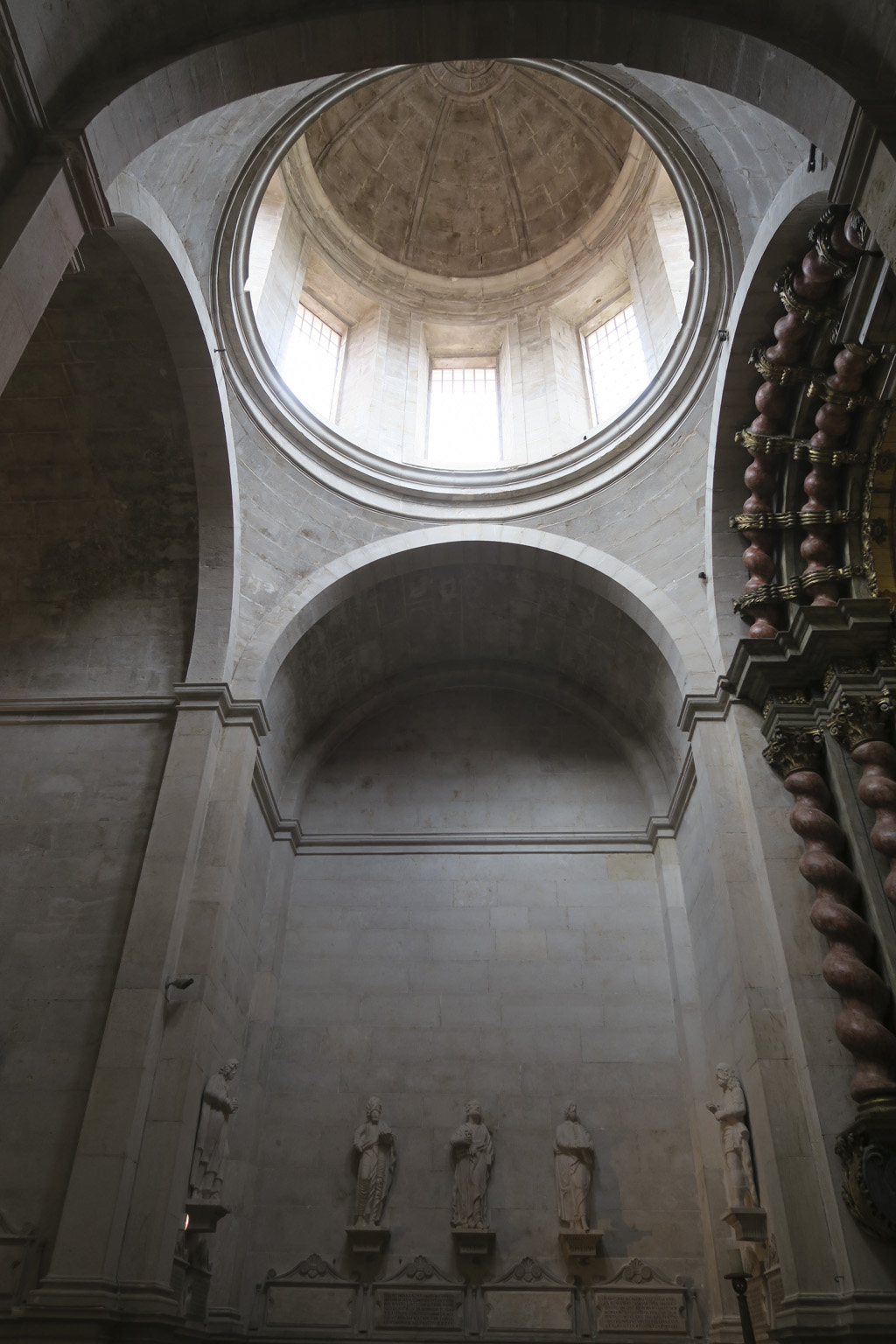
Crucero
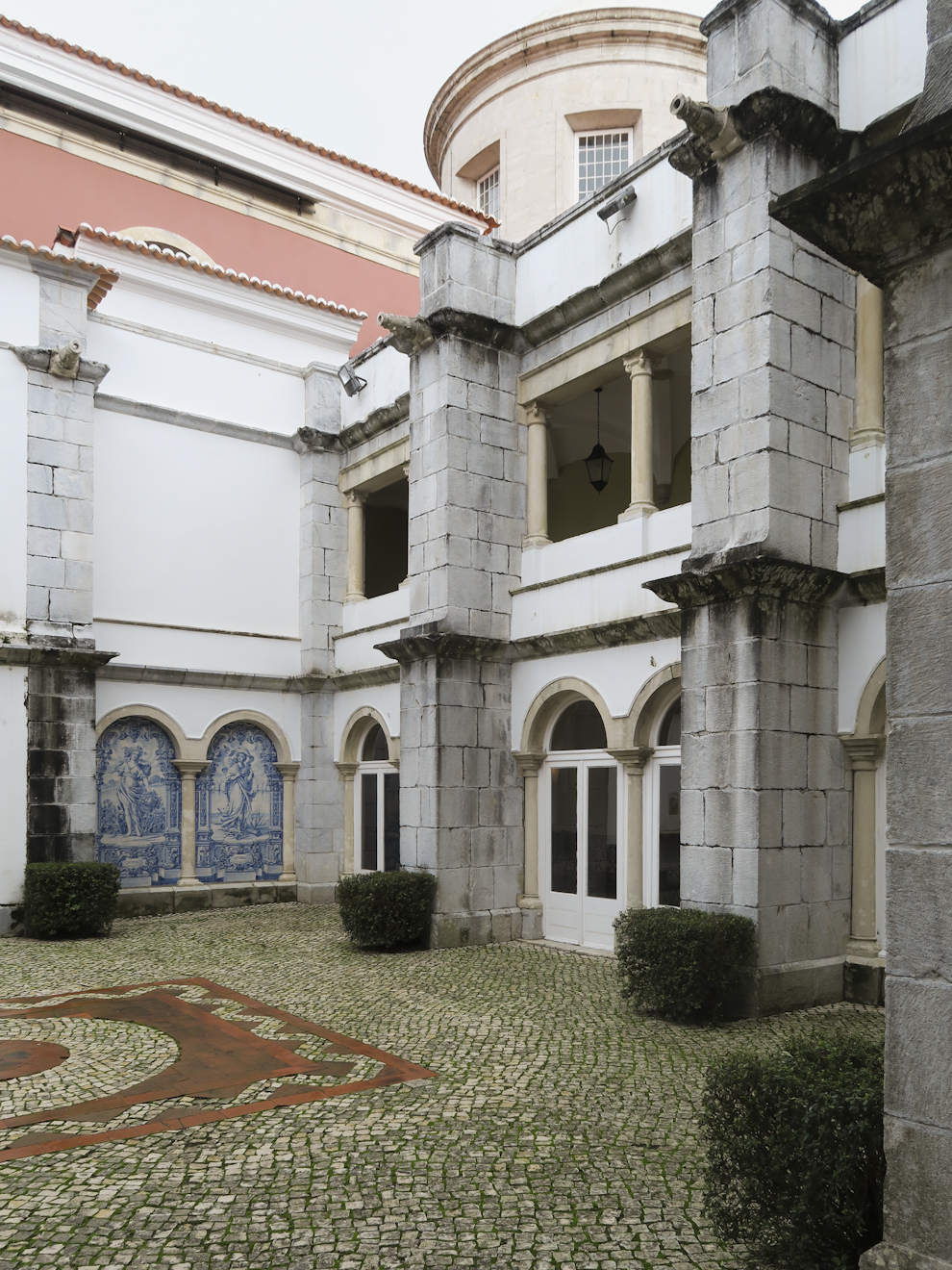
Claustro
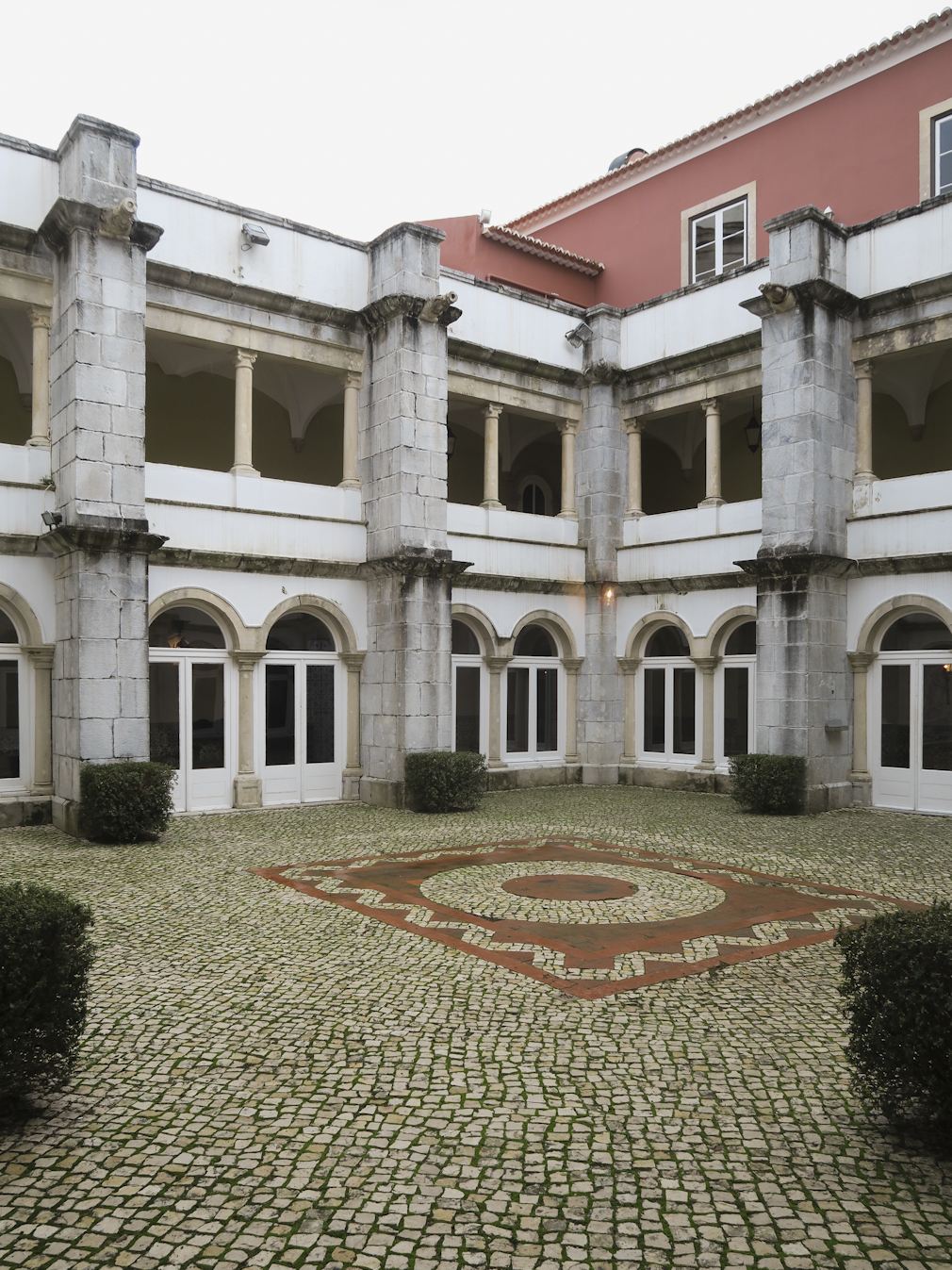
Claustro
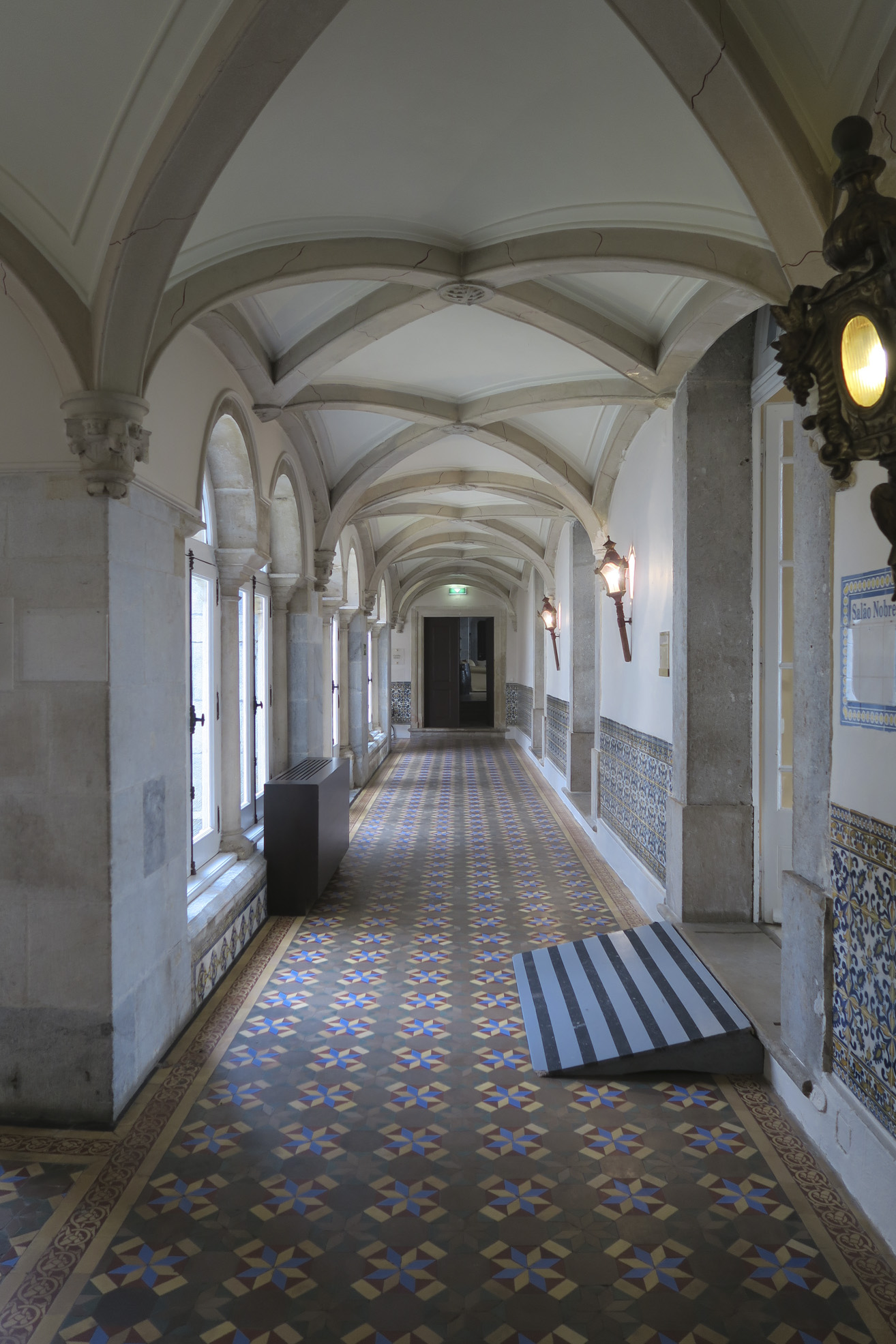
Claustro